# Willem De Mol
Guillaume Lambert Theodore Marie (Willem) De Mol (België, Brussel 1 maart 1846 – Frankrijk, Marseille, 7 september 1874) was een Belgisch componist.

## Achtergrond
Hij werd geboren in het gezin van musicus Jean Remi De Mol en Marguerite Josephine Antoinette Kevels. Zijn oom is musicus Pierre De Mol. Zijn broer François Marie De Mol en halfbroers Joost De Mol en François Xavier Marie De Mol gingen ook de muziek in. Hij trouwde in 1872 met Marie Thérese Albertine Catherine Meert, hun dochter Josephine Marie Jeanne De Mol werd eveneens componist. Zijn invloed op haar was gering, aangezien hij overleed toen ze nog baby was. Zij schreef in 1923 een uitgebreide biografie over hem. In 1874 schreef Hendrik Conscience er een kleine, maar die werd niet gepubliceerd. Brussel kent een Willem De Molstraat/Rue Willem De Mol.

## Muziek
Zijn muzikale opleiding kreeg hij in eerste instantie van zijn vader. Daarna volgden studies aan het Koninklijk Conservatorium Brussel bij Charles Bosselet (harmonieleer), Auguste Dupont (piano) en François Joseph Fétis (compositieleer). Al tijdens zijn studie werd hij organist en kapelmeester van de Sint-Rochuskerk (afgebroken in 1971) in Laken en even later van de Sint-Katelijnekerk in Brussel. Na het overlijden van zijn moeder zorgde hij enige tijd voor de overige familieleden. Hij bleef echter schrijven en zijn cantate Fausts laatste nacht (1869) kreeg een eervolle vermelding op het concours voor de Prix de Rome. Twee jaar later won hij de Prix de Rome met Columbus’ droom (1871). Mede daardoor kon hij op muziekreis door Europa. In 1873 schreef hij nog de symfonie De oorlog/La guerre. In 1874 vertrok hij voor een tweede studiereis, waarbij hij in Marseille zijn broer François Marie zou bezoeken, die daar concerten organiseerde. Hij was artritispatiënt en werd in Marseille door hersenvliesontsteking getroffen. Hij overleed binnen enkele dagen. Zijn laatste werk was het net voltooide oratorium De Levenstijden op tekst van Emmanuel Hiel.
Zijn oeuvre beslaat ongeveer dertig werken, die door hun woord-toonverhouding van groot belang worden geacht voor de ontwikkeling binnen de Vlaamse muziek. Bijna zijn gehele oeuvre is terug te vinden in de KVCA. In Nederland werd zijn Ik ken een lied op tekst van Gentil Theodoor Antheunis enigszins populair, en het kreeg zelfs een Engelse en Franse vertaling (I know a song so soft and sweet/Je sais un air!). Het werd in 1925 opgenomen in het Nederlands Volksliederenboek (12e druk). Het werd in Vlaanderen erg bekend door het optreden van Vina Bovy in 1929 te Oostende: voor de eerste maal werd daar in het Nederlands gezongen, een deel van de Franstalige bourgeoisie verliet uit protest de zaal. In Vlaanderen is ook nog bekend Mijn Vlaanderen heb ik hartelijk lief.
- Bibliothèque nationale de France: cb165331819 (data)
- International Standard Name Identifier: 0000 0003 5629 5082
- MusicBrainz: ab244bb3-2498-454c-b6e4-806d76a9bfcb
- Nederlandse Thesaurus van Auteursnamen: 288269136
- Virtual International Authority File: 181560909
- WorldCat: E39PBJrcp38wyhdjF48FRMTCQq